# Tillandsia marceloi
Tillandsia marceloi là một loài thực vật có hoa trong họ Bromeliaceae. Loài này được Takiz. & Koide miêu tả khoa học đầu tiên năm 1999.